# Germano Bonow
Germano Mostardeiro Bonow OMM (Porto Alegre, 5 de abril de 1942) é um médico e político brasileiro filiado ao União Brasil.
Formado em 1968 pela então Faculdade Católica de Medicina de Porto Alegre, atualmente Universidade Federal de Ciências da Saúde de Porto Alegre, Germano Bonow iniciou sua carreira política ainda no PDS. Quando este se tornou o PFL, em 1985, passou a integrar o novo partido, e o mesmo fez quando a legenda liberal tornou-se Democratas.
Foi deputado estadual no Rio Grande do Sul por quatro mandatos consecutivos, de 1987 a 2002, quando concorreu a vice-governador pela coligação PFL/PPS na qual Antonio Britto era candidato ao governo do estado.
Em 2001, Bonow foi admitido pelo presidente Fernando Henrique Cardoso à Ordem do Mérito Militar no grau de Oficial especial.
Em 2006 concorreu pela primeira vez a uma vaga na Câmara Federal ocasião em que se elegeu deputado federal.
Foi por duas vezes secretário da saúde e do meio-ambiente do estado e ocupou cargos no Instituto Nacional de Previdência Social (INPS) e Banco Regional de Desenvolvimento do Extremo Sul (BRDE).